# Парламентські вибори у Великій Британії 2005

Розподіл голосів по виборчих округах

Розподіл голосів по виборчих округах Лондона

Розподіл місць у Палаті громад

Парламентські вибори в Великої Британії 2005 року (англ. United Kingdom general election of 2005) — вибори, що відбувалися 5 травня  2005 року. Лейбористи під керівництвом Тоні Блера здобули перемогу на виборах, проте консерваторам вдалося скоротити своє відставання на 90 мандатів (з 247 до 158).

## Передвиборча кампанія
Серед головних проблем, піднятих під час передвиборчої кампанії, була Війна в Іраку, легітимність її початку і її наслідки, проти якої виступали противники лейбористів, в особливості ліберальні демократи. Питання про війну в Іраку був головним питанням, заданим на організованих BBC передвиборчих дебатах 28 квітня лідерам трьох найбільших партій. Іншими важливими питаннями до лідерів партій були плани ліберальних демократів з реформування оподаткування, програма консерваторів з посилення імміграції та плани лейбористів щодо реформи системи охорони здоров'я.
Під час передвиборчої кампанії, 12 квітня, у лідера ліберальних демократів Чарльза Кеннеді народився син, що стало додатковою можливістю його партії залучити до себе увагу. Також у квітні два діючих члена Палати громад та кандидата на виборах змінили свою партійну приналежність: Пол Морсден оголосив про своє повернення з партії ліберальних демократів у лейбористську партію (він вийшов з неї 2001 року на знак протесту проти початку війни в Афганістані), а Брайан Седжмура перейшов з лейбористської партії до ліберальних демократам на знак протесту проти війни в Іраку та реформ у сфері освіти.

## Результати виборів
|  | Партія                                      | Лідер                | Проголосували | %    | Місць |
|  | ------------------------------------------- | -------------------- | ------------- | ---- | ----- |
|  | Лейбористська партія                        | Тоні Блер            | 9 562 122     | 35,3 | 356   |
|  | Консервативна партія                        | Майкл Говард         | 8 772 598     | 32,3 | 198   |
|  | Ліберальні демократи                        | Чарльз Пітер Кеннеді | 5 981 874     | 22,1 | 62    |
|  | Партія незалежності Сполученого Королівства | Роджер Непмен        | 603 298       | 2,2  | 0     |
|  | Шотландська національна партія              | Алекс Салмонд        | 412 267       | 1,5  | 6     |
|  | Демократична юніоністська партія            | Іан Пейслі           | 241 856       | 0,9  | 9     |
|  | Британська національна партія               | Нік Гріффін          | 192 746       | 0,7  | 0     |
|  | Партія Уельсу                               | Елфін Лвід           | 174 838       | 0,6  | 3     |
|  | Шинн Фейн                                   | Джеррі Адамс         | 174 530       | 0,6  | 5     |
|  | юніоністськая партія Ольстера               | Девід Трімбл         | 127 414       | 0,5  | 1     |
|  | Соціал-демократична та лейбористська партія | Марк Дуркало         | 125 626       | 0,5  | 3     |
|  | РЕСПЕКТ                                     | Джордж Гелловей      | 68 094        | 0,3  | 1     |
|  | Незалежні                                   |                      | 122 000       | 0,5  | 1     |